# Sandro Stallbaum
Sandro Stallbaum (* 14. September 1981 in Anklam) ist ein ehemaliger deutscher Fußballspieler, der in der zweiten Mannschaft von Werder Bremen spielte.

## Karriere
Stallbaum begann das Fußballspielen 1987 beim Armeesportverein Vorwärts Neubrandenburg. 1991 wurde die Nachwuchsabteilung nach Auflösung des Vereins dem FC Tollense Neubrandenburg angegliedert, die sich zu diesem Zeitpunkt noch SV Post Telekom nannte und zwischenzeitlich FC Neubrandenburg hieß. Dort spielte Stallbaum bis zu seinem Wechsel zur TSG Neustrelitz im Jahr 2002. Bereits ein Jahr später wechselte er in den Regionalligakader von Werder Bremen.
Stallbaum führte als Kapitän die Nachwuchsmannschaft des SV Werder Bremen in der Saison 2007/08 auf den 5. Tabellenplatz und qualifizierte sich somit für die neu eingeführte eingleisige 3. Liga. In der Hinrunde 2009/10 absolvierte er am 26. September 2009 im Spiel gegen den FC Carl Zeiss Jena sein 200. Ligaspiel im Trikot von Werder Bremen II. Nach der Saison 2012/13 beendete der langjährige Kapitän seine Fußball-Karriere; er arbeitet nun in der Steuerbranche und ist mittlerweile als Steuerberater tätig.